# Новопетровка (Благовещенский район)
В Амурской области в Константиновском районе тоже есть село Новопетровка.
Новопетро́вка — село в Благовещенском районе Амурской области, административный центр Новопетровского сельского поселения.

## География
Село Новопетровка расположено на автотрассе областного значения Благовещенск — Свободный.
Село расположено на правом берегу реки Зеи, на высоте 125 м над уровнем моря.
Расстояние до центра города Благовещенск — около 64 км (на юг).

## История
Село было основано в 1878 году.

## Население
| 2002 | 2010 | 2012 | 2013 | 2014 | 2015 | 2016 |
| ---- | ---- | ---- | ---- | ---- | ---- | ---- |
| 673  | ↗756 | ↘752 | ↗753 | ↘746 | ↘739 | ↘727 |
| 2017 | 2018 |      |      |      |      |      |
| ↗737 | ↗741 |      |      |      |      |      |